# Maya Ombasic
Maya Ombasic, née en 1979 à Mostar en Bosnie-Herzégovine, est une professeure de philosophie et auteure montréalaise. À l'âge de 12 ans, elle fuit la guerre de Yougoslavie pour se réfugier en Suisse, à Cuba puis au Canada,,. Elle est écrivaine, enseignante de philosophie et chroniqueuse littéraire. 

## Littérature

### Romans imprimés
- Chroniques du lézard, 2007
- Rhadamanthe, 2009
- Étrangers au coin du pourpre, 2011
- Mostarghia, 2016
- Paysages urbains et mélancolie chez Orhan Pamuk, 2016
- Cantique des méridiens, 2017
- Dans les murs, 2021
- Tomber vers le haut, 2023
- Femmes philosophes : 21 destins de combattantes, 2023